# Джонс, Дэкуан
Дэкуан Стивен Джонс (англ. DaQuan Steven Jones, 27 декабря 1991, Джонсон-Сити, Нью-Йорк) — профессиональный футболист, выступающий на позиции ноуз тэкла в клубе НФЛ «Теннесси Тайтенс».

## Биография

### Любительская карьера
Дэкуан Джонс родился 27 декабря 1991 года в Джонсон-Сити. Там же он окончил старшую школу. Был капитаном футбольной и баскетбольной команд, участвовал в соревнованиях по лёгкой атлетике. В футбол играл на позициях линейного в защите и в нападении. Обучение продолжил в университете штата Пенсильвания.
Первые четыре игры сезона 2010 года Джонс пропустил по решению тренерского штаба команды, затем принял участие в девяти матчах. На поле он выходил на позициях тэкла и ди-энда, заменяя травмированных партнёров. Свой второй сезон в NCAA Дэкуан провёл в статусе первого запасного «Ниттани Лайонс», но принял участие во всех играх команды.
Весной 2012 года на предсезонных сборах он выиграл борьбу за место в основном составе. В стартовом составе Джонс сыграл в одиннадцати играх команды, сделав 22 захвата. В сезоне 2013 года Дэкуан был избран одним из капитанов команды. В играх чемпионата он сделал 11,5 захватов с потерей ярдов и был включён в символическую сборную конференции Big-10. Также Джонса признали Самым ценным игроком команды.

#### Статистика выступлений в NCAA
| Сезон | Команда                   | Игры | Захваты | Захваты | Захваты | Захваты | Захваты | Перехваты | Перехваты | Перехваты | Перехваты | Перехваты | Фамблы | Фамблы | Фамблы | Фамблы |
| Сезон | Команда                   | Игры | Solo    | Ast     | Tot     | Loss    | Sk      | Int       | Yds       | Y/R       | TD        | PD        | FR     | Yds    | TD     | FF     |
| ----- | ------------------------- | ---- | ------- | ------- | ------- | ------- | ------- | --------- | --------- | --------- | --------- | --------- | ------ | ------ | ------ | ------ |
| 2010  | Пенн Стейт Ниттани Лайонс | 9    | н/д     | н/д     | н/д     | н/д     | н/д     | н/д       | н/д       | н/д       | н/д       | н/д       | н/д    | н/д    | н/д    | н/д    |
| 2011  | Пенн Стейт Ниттани Лайонс | 13   | 4       | 4       | 8       | 0,0     | 0,0     | 0         | 0         | 0,0       | 0         | 0         | 0      | 0      | 0      | 0      |
| 2012  | Пенн Стейт Ниттани Лайонс | 11   | 8       | 14      | 22      | 2,0     | 0,5     | 0         | 0         | 0,0       | 0         | 1         | 0      | 0      | 0      | 0      |
| 2013  | Пенн Стейт Ниттани Лайонс | 11   | 33      | 23      | 56      | 11,5    | 3,0     | 0         | 0         | 0,0       | 0         | 0         | 1      | 0      | 0      | 0      |
| Всего | Всего                     | 44   | 45      | 41      | 86      | 13,5    | 3,5     | 0         | 0         | 0,0       | 0         | 1         | 1      | 0      | 0      | 0      |

### Профессиональная карьера
Перед драфтом НФЛ Джонсу прогнозировали выбор в третьем или четвёртом раунде. В качестве плюсов игрока отмечали возросшую в последний год студенческой карьеры скорость и опыт игры в различных защитных схемах, что позволило бы ему с первых дней в лиге занять место игрока ротации. В то же время указывалось на в целом невысокую эффективность его действий на поле. В четвёртом раунде драфта он был выбран клубом «Теннесси Тайтенс».
В дебютном сезоне в НФЛ Джонс являлся резервистом, а с начала чемпионата 2015 года стал одним из основных игроков защиты «Теннесси». Он выходил в стартовом составе в течение 45 матчей подряд. Серия прервалась в декабре 2017 года, когда в игре против Хьюстона Дэкуан получил разрыв бицепса. В марте 2018 года он подписал с клубом новый трёхлетний контракт на сумму 21 млн долларов.
В июне 2019 года Дэкуан организовал футбольный лагерь для детей на базе своей школы в Джонсон-Сити.

#### Статистика выступлений в НФЛ

##### Регулярный чемпионат
| Сезон | Команда          | Игры | Захваты | Захваты | Захваты | Захваты | Захваты | Перехваты | Перехваты | Перехваты | Перехваты | Перехваты | Фамблы | Фамблы | Фамблы | Фамблы |
| Сезон | Команда          | Игры | Solo    | Ast     | Tot     | Loss    | Sk      | Int       | Yds       | Y/R       | TD        | PD        | FR     | Yds    | TD     | FF     |
| ----- | ---------------- | ---- | ------- | ------- | ------- | ------- | ------- | --------- | --------- | --------- | --------- | --------- | ------ | ------ | ------ | ------ |
| 2014  | Теннесси Тайтенс | 7    | 5       | 3       | 8       | 1       | 1,0     | 0         | 0         | 0,0       | 0         | 0         | 0      | 0      | 0      | 1      |
| 2015  | Теннесси Тайтенс | 16   | 25      | 20      | 45      | 3       | 0,0     | 0         | 0         | 0,0       | 0         | 0         | 1      | 0      | 0      | 0      |
| 2016  | Теннесси Тайтенс | 16   | 17      | 9       | 26      | 2       | 1,5     | 0         | 0         | 0,0       | 0         | 0         | 1      | 0      | 1      | 0      |
| 2017  | Теннесси Тайтенс | 12   | 19      | 12      | 31      | 4       | 3,5     | 0         | 0         | 0,0       | 0         | 0         | 0      | 0      | 0      | 0      |
| 2018  | Теннесси Тайтенс | 16   | 20      | 14      | 34      | 4       | 0,0     | 0         | 0         | 0,0       | 0         | 1         | 0      | 0      | 0      | 0      |
| 2019  | Теннесси Тайтенс | 16   | 21      | 21      | 42      | 0       | 1,0     | 0         | 0         | 0,0       | 0         | 3         | 0      | 0      | 0      | 0      |
| Всего | Всего            | 83   | 107     | 79      | 186     | 14      | 7,0     | 0         | 0         | 0,0       | 0         | 4         | 2      | 0      | 1      | 1      |